# Le Roy (Iowa)
Le Roy és una població dels Estats Units a l'estat d'Iowa. Segons el cens del 2000 tenia 13 habitants.

## Demografia
Segons el cens del 2000, Le Roy tenia 13 habitants, 6 habitatges, i 4 famílies. La densitat de població era de 15,2 habitants/km².
Dels 6 habitatges en un 50% hi vivien nens de menys de 18 anys, en un 50% hi vivien parelles casades, en un 33,3% dones solteres, i en un 16,7% no eren unitats familiars. En el 16,7% dels habitatges hi vivien persones soles el 16,7% de les quals corresponia a persones de 65 anys o més que vivien soles. El nombre mitjà de persones vivint en cada habitatge era de 2,17 i el nombre mitjà de persones que vivien en cada família era de 2,4.
Per edats la població es repartia de la següent manera: un 23,1% tenia menys de 18 anys, un 7,7% entre 18 i 24, un 0% entre 25 i 44, un 53,8% de 45 a 60 i un 15,4% 65 anys o més.
L'edat mediana era de 50 anys. Per cada 100 dones de 18 o més anys hi havia 66,7 homes.
La renda mediana per habitatge era de 33.125 $ i la renda mediana per família de 34.375 $. Els homes tenien una renda mediana de 31.250 $ mentre que les dones 0 $. La renda per capita de la població era de 14.560 $. Cap de les famílies estaven per davall del llindar de pobresa.

## Poblacions més properes
El següent diagrama mostra les poblacions més properes.